# 古川平
古川 平（ふるかわ たいら、1937年2月27日 - 2020年10月9日）は、日本中央競馬会 (JRA) 栗東トレーニングセンターに所属していた元騎手、元調教師。鹿児島県出身。

## 来歴
1957年、阪神・橋田俊三厩舎所属の厩務員となったのちに、京都・杉村政春厩舎所属の騎手見習いとなった。1961年に騎手免許を取得したが、繋駕速歩競走の騎手免許のみの取得で、以後1968年までは速歩競走のみに騎乗した。
1969年の速歩競走の廃止に伴い、騎手廃業の危機を迎えたが、体重を減量のうえで平地競走の騎手免許を再取得し、以後は平地・障害競走の騎手となった。1971年には、速歩時代に世話になった松井麻之助厩舎に移籍、のちに京都（のちに栗東）・武田作十郎厩舎所属となる。このとき、同厩舎に所属の武邦彦の弟弟子、ならびに河内洋の兄弟子となった。
1976年に騎手を引退し調教助手となる。騎手成績は947戦67勝であった。
1983年、調教師免許を取得し、1985年に厩舎を開業する。7月14日、初出走となった小倉競馬場での第5レースは、ノーベルトラックが2着となる。7月27日、小倉競馬場での第6レースでノーベルトラックが勝利し、のべ2頭目で初勝利を挙げる。
1995年、東京障害特別（秋）をグレートリーフが制し重賞初勝利を挙げる。
2007年、2月28日付けで定年により調教師を引退する。調教師成績は5037戦382勝、重賞6勝（中央競馬）。
2020年10月9日19時22分、消化管穿孔のため死去。83歳没。

## おもな管理馬
- グレートリーフ（1979年東京障害特別（秋）、京都大障害（秋））
- マンボツイスト（2000年名古屋大賞典、2001年平安ステークス、2002年マーチステークス）
- ローマンエンパイア（2002年京成杯）
- ケイアイガード（2004年ラジオたんぱ賞）

## おもな厩舎所属者
※太字は門下生。括弧内は厩舎所属期間と所属中の職分。
- 宮徹（1987年-1990年 騎手）
- 田口光雄（1987年-1988年 騎手）
- 四位洋文（1991年-1996年 騎手）
- 今村康成（1997年-? 騎手）